# Filip Adamski
Filip Kamil Adamski (Breslavia, 5 gennaio 1983) è un canottiere tedesco, vincitore della medaglia d'oro nell'8 con a Londra 2012.

## Palmarès
- Giochi olimpici

Londra 2012: oro nell'8 con.
- Campionati del mondo di canottaggio

2006 - Eton: argento nel 4 senza.
2009 - Poznań: oro nell'8 con.
2010 - Lago Karapiro: bronzo nel 2 con.